# 에리카의 자아 찾기
에리카의 자아 찾기(Being Erica)는 2009년 2월 5일부터 2011년 12월 12일까지 CBC에서 방영된 드라마이다.

## 등장인물

### 주인공
- 에리카 스트레인지 (에린 카플럭)
- 톰 웩슬러 (마이클 라일리)

### 에리카의 친구들
- 줄리앤 자코멜리 (레이건 패스터낵)
- 이선 웨이크필드 (타이런 레이초)
- 주디스 윈터스 (비네사 앤트완)
- 제니퍼 "제니" 제일런 (폴라 브란카티)
- 케이 부커 (서배스천 피곳)

### 에리카의 가족
- 게리 스트레인지 (존 보일런)
- 바버라 스트레인지 (캐슬린 래스키)
- 서맨사 레이철 "샘" 스트레인지 (조애나 더글러스)
- 리오 스트레인지 (데번 보스틱)

### 심리치료사
- 나디아 (조앤 바니콜라)
- 프레드 (듀셰인 윌리엄스)
- 아서 (그레이엄 그린)

### 기타
- 브렌트 케네디 (모건 켈리)
- 클레어 리덕 (로런스 러버프)
- 케이티 앳킨스 (세라 개던)
- 조시 매킨토시 (애덤 맥도널드)
- 세스 뉴먼 (파브리치오 필리포)
- 레닌 크로즈비 (브랜던 제이 매클래런)